# Aloha (película de 2015)
Aloha —estrenada con el mismo título en España y México y titulada Bajo el mismo cielo en Argentina— es una película estadounidense de 2015 de género romántica, comedia y dramática. Escrita, producida y dirigida por Cameron Crowe y protagonizada por Bradley Cooper, Emma Stone, Rachel McAdams, Bill Murray, John Krasinski, Danny McBride y Alec Baldwin, fue estrenada el 29 de mayo de 2015. La película recibió críticas generalmente negativas, y ha recaudado $26.000.000 contra un presupuesto de $37 millones.

## Sinopsis
Un contratista militar célebre (Bradley Cooper) vuelve al lugar de los mayores triunfos de su carrera y se reencuentra con un amor de hace mucho tiempo (Rachel McAdams), mientras que de forma inesperada una capitán piloto de combate de la Fuerza Aérea (Emma Stone) es asignada a él.

## Reparto
- Bradley Cooper como Brian Gilcrest
- Emma Stone como Capitán Allison Ng
- Rachel McAdams como Tracy Woodside
- Bill Murray como Carson Welch
- John Krasinski como John "Woody" Woodside
- Jaeden Lieberher como Mitchell Woodside
- Danielle Rose Russell como Grace "Gracie" Woodside
- Danny McBride como Coronel "Fingers" Lacy
- Alec Baldwin como General Dixon
- Bill Camp como Bob Largent
- Michael Chernus como Roy
- Edi Gathegi como Teniente Coronel Curtis

## Producción
El 31 de julio de 2013, Alec Baldwin se unió al elenco de la película.Hubo un casting para extras el 29 de agosto en Oahu. Cooper fue a Hawái el 14 de septiembre, a doce días antes de empezar el rodaje. El 7 de octubre, se anunció que la fotografía principal todavía estaba en curso en Hawái. Stone recibió entrenamiento en tierra sobre la manera de volar el avión Piper PA44-180 Seminole de Rob Moore, Instructor Jefe de Pilotos de Galvin Vuelo Servicios Hawái, que más tarde voló el avión cerca de valle Ka'aa'wa para las tomas durante el vuelo. Moore actuó como asesor técnico de la aviación. Cooper estaba filmando en el centro de Honolulú el 18 de diciembre y 19. El 2 de febrero de 2015, Sony Pictures declaró que el título definitivo de la película sería Aloha; un título de trabajo anterior era Tiki, se financió y el presupuesto fueron $37m USD por Sony que contribuyeron con aproximadamente el 50%, New Regency con el 25%, al igual que RatPac LSTAR capital (una línea capital de US $200 millones a Sony que cubre una serie de películas) parcialmente contribuido a finales por Sony.

### Música
La partitura musical de Aloha fue compuesta por Jónsi & Alex, tras la colaboración de Jónsi con Crowe en We Bought a Zoo (2011). Originalmente, dijo Mark Mothersbaugh en mayo de 2014 que iban a componer la música para la película. Un álbum de la banda sonora fue lanzado el 26 de mayo de 2015 en Madison Gate Records y Sony Legacy.

## Lanzamiento
El 14 de febrero de 2014, se anunció que la película estaba programada para salir el 25 de diciembre de 2014. El 21 de julio, la fecha de lanzamiento fue cambiada al 29 de mayo de 2015. El primer tráiler de la película fue publicado el 11 de febrero de 2015.

## Recepción
El 14 de febrero de 2014, se anunció que la película estaba programada para salir el 25 de diciembre de 2014. El 21 de julio, la fecha de lanzamiento fue cambiada al 29 de mayo de 2015. El primer tráiler de la película se exhibió el 11 de febrero de 2015. En taquilla Aloha recaudó $21,1 millones en América del Norte y $5,2 millones en otros territorios y una recaudación total de 26,2 millones de dólares, frente a un presupuesto de 37 millones. En América del Norte, Aloha abrió simultáneamente con la película de desastres San Andreas. Se ganó $ 500.000 de proyecciones nocturnas en 2275 salas de cine y un estimado de $ 3,5 millones en su primer día de 2815 salas de cine. En su primer fin de semana, la película recaudó $ 9.700.000, terminando sexto en la taquilla. La película ganó 1,65 millones dólares en su primer fin de semana en el exterior de 7 países. Australia y Nueva Zelanda tuvieron un fin de semana combinado 1,5 millones de dólares y en Brasil abrieron con US $ 240.000.
La respuesta crítica a Aloha ha recibido críticas negativas de los críticos. Rotten Tomatoes da a la película una calificación de 19%, basado en 134 comentarios, con una calificación promedio de 4,3/10. Estados de consenso críticos del sitio: "serpenteo e insustancial, Aloha encuentra el escritor y director Cameron Crowe en su momento más sentimental y menos convincente". En Metacritic, la película tiene una calificación de 40 sobre 100, sobre la base de 36 críticos, lo que indica "críticas mixtas o promedio". encuestas de CinemaScore realizadas durante el primer fin de semana, el público de cine le dieron a Aloha una ley promedio de "B" en una A + a escala F.

## Controversia
La película se convirtió en polémica debido a asiáticos americanos y los nativos de Hawái acusándola de blanquear el elenco, y Crowe se ha disculpado por el personaje de Emma Stone que está destinado a ser de un cuarto de ascendencia China y una cuarto de ascendencia hawaiana. En junio de 2015, Crowe respondió a la reacción: "He oído sus palabras y su decepción, y a ofrecerles una disculpa sincera a todos los que sentían que esto era una opción de fundición equivocada. La capitán Allison Ng fue escrita para ser una superorgullosa hawaiana que fue frustrada y que, según todas las apariencias externas, no se parecía en nada a una capitán, extremadamente orgullosa de su herencia poco probable, se siente personalmente obligada a un exceso de explicar cada vez que puede". Crowe tarde dijo que se arrepiente de su casting, y reconoció que  "blanquear" es un problema frecuente en Hollywood.